# الحجلية (جرابلس)
الحجلية قرية سوريّة تتبع إداريّاً لمحافظة حلب منطقة جرابلس ناحية مركز جرابلس، بلغ تعداد سكانها 574 نسمة حسب التعداد السكاني لعام 2004.